# 国道278号

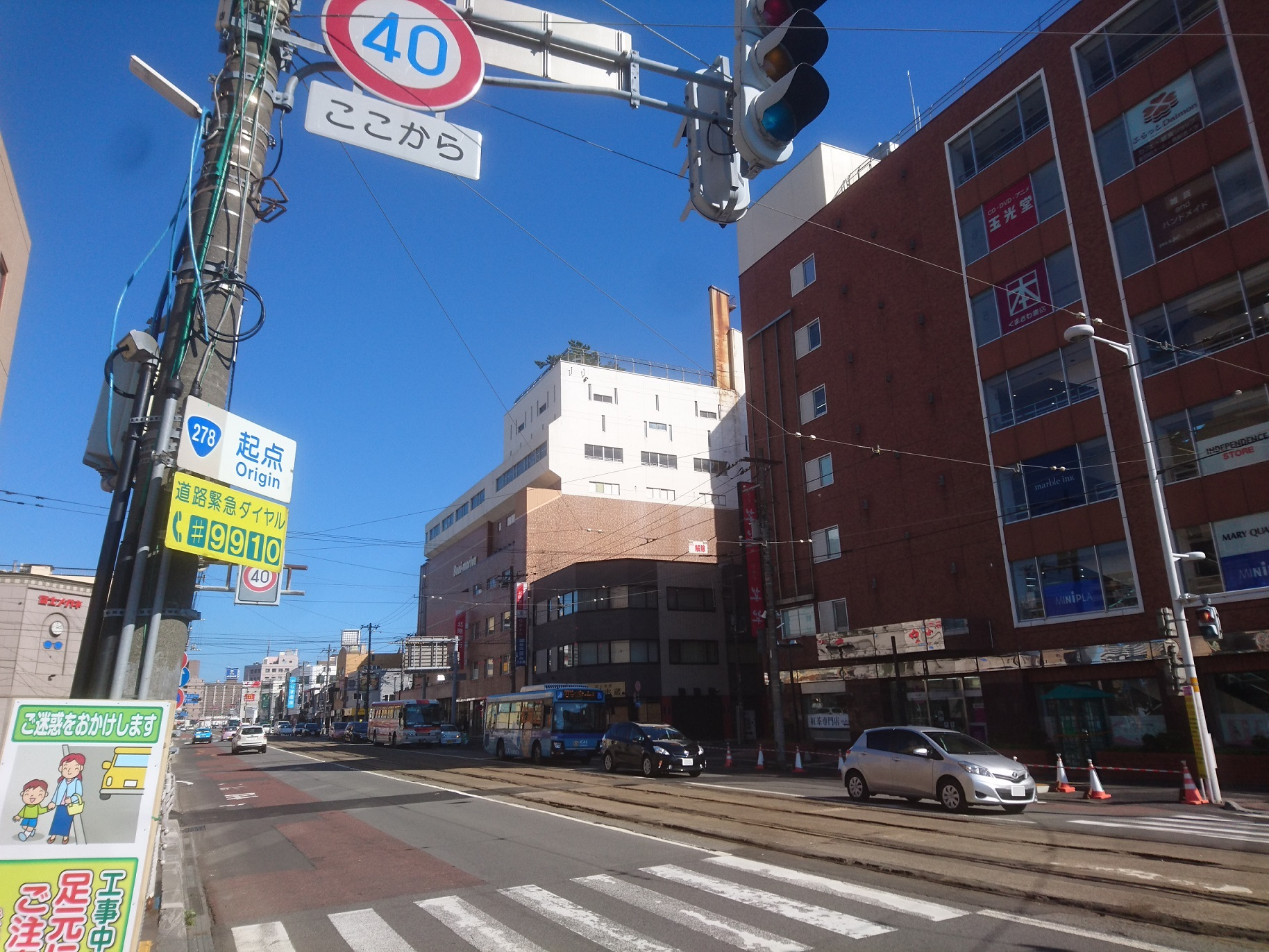
起点の函館駅前交差点（2017年5月）。

国道278号（こくどう278ごう）は、北海道函館市から亀田半島の海岸線を回り、茅部郡森町に至る一般国道である。

## 概要
北海道の南端の渡島半島南東部に位置する亀田半島を、函館市の中心地市街地にある函館駅前交差点を起点に津軽海峡から太平洋岸に沿って内浦湾（噴火湾）に回り、茅部郡森町の国道5号交差に達する延長約137 kmの一般国道の路線である。主な通過地は、起点側から順に函館市若松町・大森浜・同市湯川町・石崎町・汐首町・日浦町・恵紙山町・尾札部町・川汲町・大船町、茅部郡鹿部町、同郡森町砂原で、森町の国道5号交点である森インターチェンジ入口に達する。沿道は昆布や鱈など海産物に恵まれる地域で、歴史的に陸路は踏み分け道から開発されてきた道で、交通難所では険しい山道や船（縄綴船）で迂回する不便を強いられてきた。

### 路線データ
一般国道の路線を指定する政令に基づく起終点および重要な経過地は次のとおり。
- 起点：函館市（若松町20番9、函館駅前交点 = 国道5号交点、国道279号・国道338号起点）
- 終点；北海道茅部郡森町（字森川町292番7、国道5号交点）
- 重要な経過地：北海道亀田郡椴法華村[注釈 2]
- 総延長 : 136.9 km（重用延長を含む）[3][注釈 3]
- 重用延長 : 0.1 km[3][注釈 3]
- 未供用延長 : なし[3][注釈 3]
- 実延長 : 136.8 km[3][注釈 3]
  - 現道 : 114.5 km[3][注釈 3]
  - 旧道 : なし[3][注釈 3]
  - 新道 : 22.3 km[3][注釈 3]
- 指定区間：全線[4]

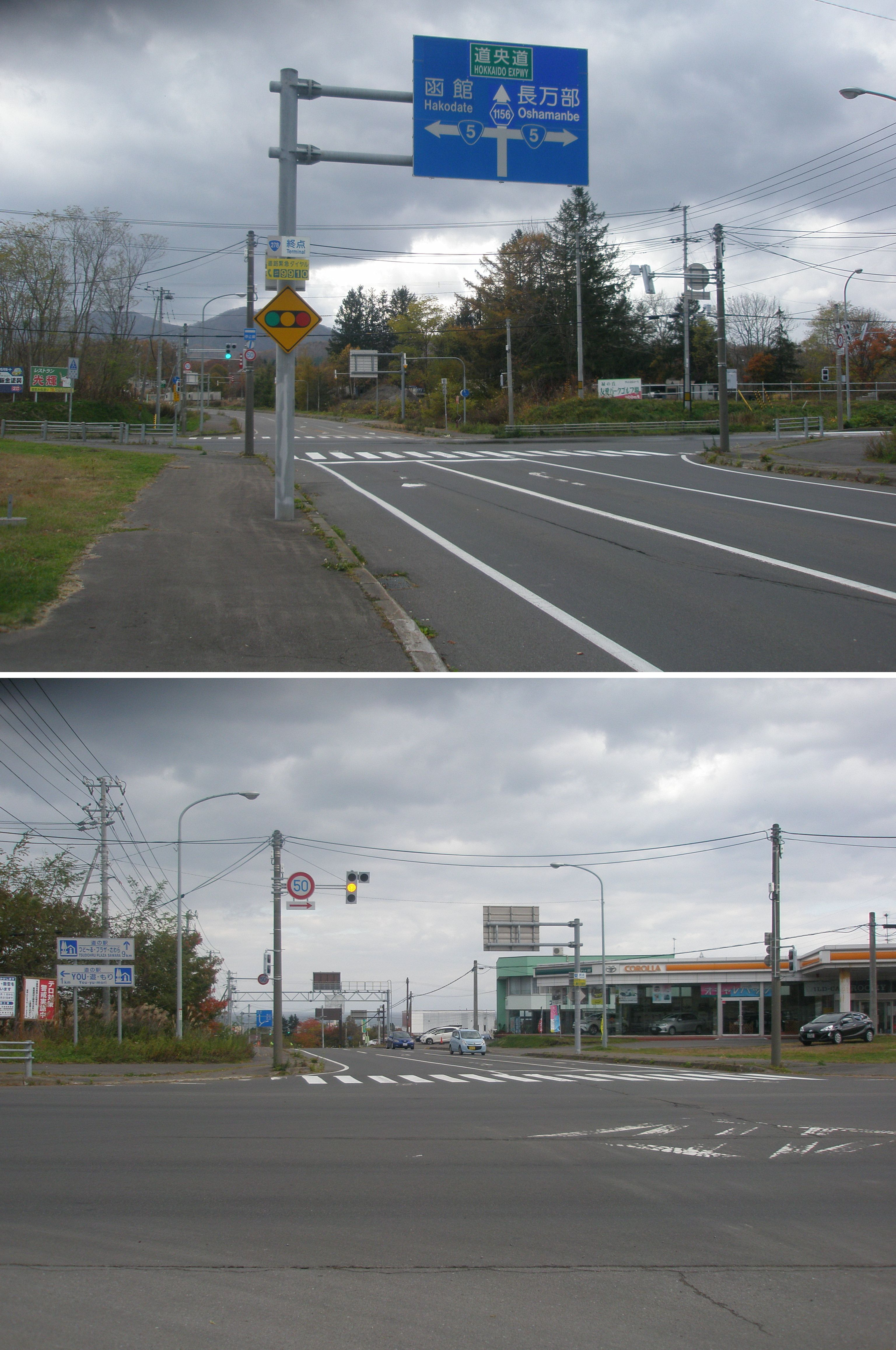
国道278号・終点（2枚合成、上・起点側から、下・国道5号側から）
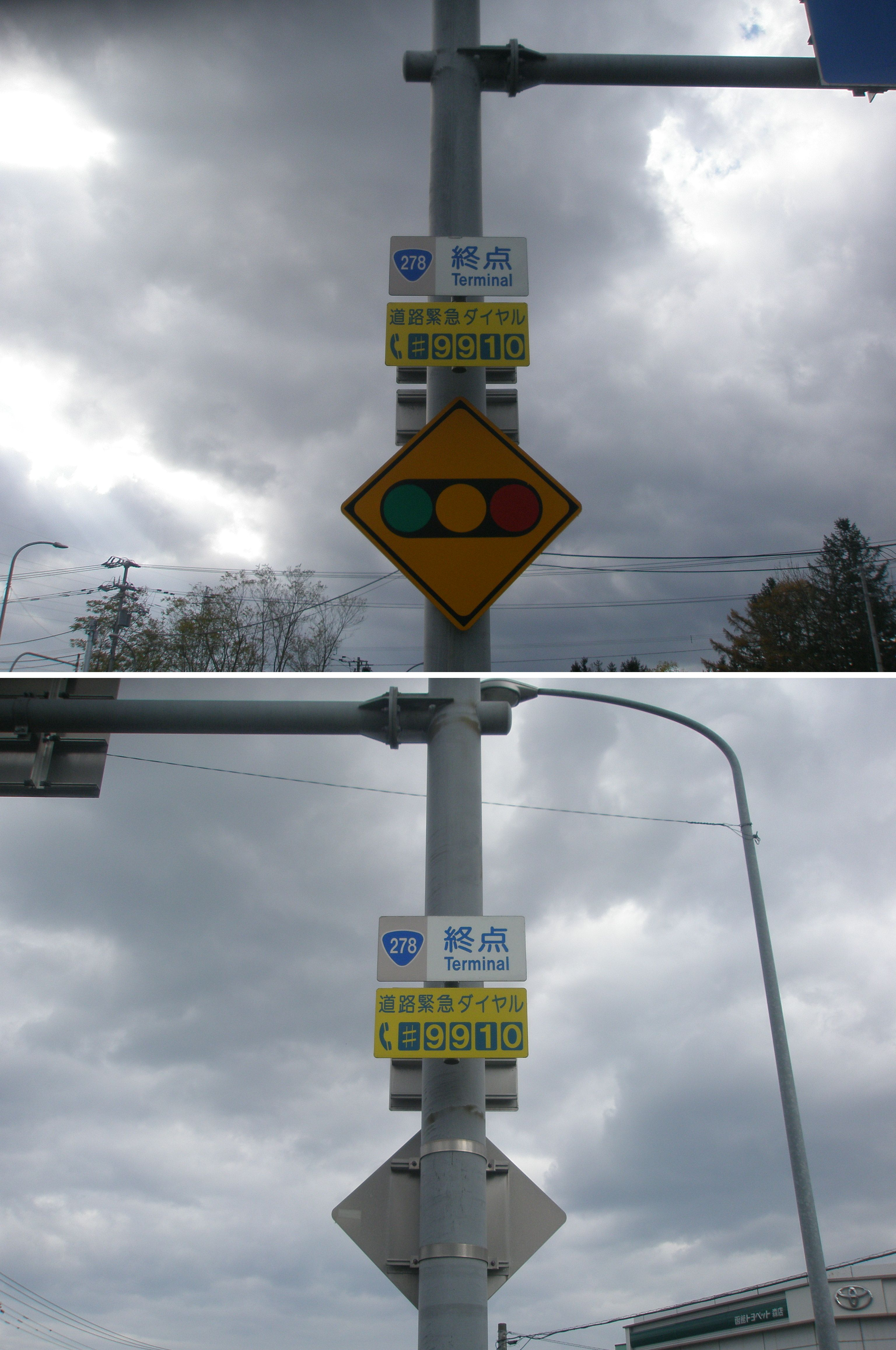
国道278号・終点キロポスト（2枚合成、上・起点側から、下・国道5号側から）

#### 管轄
- 国土交通省 北海道開発局 函館開発建設部
  - 函館道路事務所 : 函館市若松町（函館駅前・起点） - 鹿部町・森町境
  - 八雲道路事務所 : 鹿部町・森町境 - 森町森川町（終点）

## 歴史
- 1970年（昭和45年）4月1日 - 一般国道278号（北海道函館市 - 北海道茅部郡森町）として指定。

函館市 - 函館市川汲町間は北海道道112号尾札部戸井函館線から、函館市川汲町 - 茅部郡森町間は北海道道8号函館臼尻森線の一部から昇格した。北海道道8号函館臼尻森線の残り区間は北海道道722号函館南茅部線（現83号）となった。

## 路線状況

### 別名
- 漁火（いさりび）通（函館市内）
- 恵山国道

### バイパス
- 函館新外環状道路
  - 空港道路
  - 古川道路 (計画中)
- 戸井バイパス
- 尾札部道路
- 鹿部道路
- 砂原バイパス

### 道路施設

#### トンネル
- 武井トンネル（128 m、1976年（昭和51年）完成）
- 戸井トンネル（250 m、1969年（昭和44年）完成）
- 日浦トンネル（815 m、1973年（昭和48年）完成）
- サンタロトンネル（1,355 m、1985年（昭和60年）完成）
- 銚子トンネル（1,437 m、1974年（昭和49年）完成）
- 滝の沢トンネル（850 m、1963年（昭和38年）完成）
- 古部トンネル（240 m）
- 獅子鼻トンネル（81 m）
- 立岩トンネル（160 m）
- 尾札部トンネル（130.4 m）
- 豊崎トンネル（240 m、1974年（昭和49年）完成）
- 豊崎ひろめトンネル（538 m、尾札部道路区間）

#### 道の駅
- なとわ・えさん（函館市）
- 縄文ロマン 南かやべ（函館市、尾札部道路区間）
- つど〜る・プラザ・さわら（茅部郡森町）

## 地理

### 通過する自治体
- 北海道
  - 渡島総合振興局
    - 函館市 - 茅部郡鹿部町 - 茅部郡森町

### 交差する道路
渡島総合振興局
函館市
- 国道5号・国道279号・北海道道675号立待岬函館停車場線 : 若松町（函館駅前・起点）
- 北海道道83号函館南茅部線 : 松風町（松風町交点）
- 北海道道100号函館上磯線 : 湯川町3丁目
- 北海道道63号函館空港線 : 高松町
- 北海道道879号米原古川線 : 古川町
- 北海道道970号蛾眉野原木線 : 原木町
- 北海道道41号函館恵山線 : 日浦町
- 北海道道41号函館恵山線 : 川上町（女那川交点）
- 北海道道635号元村恵山線 : 日ノ浜町
- 北海道道231号椴法華港線 : 新浜町
- 国道278号尾札部道路 : 尾札部町
- （旧道区間）
  - 北海道道83号函館南茅部線 : 川汲町（南茅部町川汲交点）
- （尾札部道路区間）
  - 北海道道83号函館南茅部線 : 川汲町
- 北海道道980号臼尻豊崎線 : 豊崎町

茅部郡鹿部町
- 北海道道43号大沼公園鹿部線 : 宮浜
- 北海道道480号鹿部停車場線 : 本別

茅部郡森町
- 北海道道1028号森砂原線 : 森町
- 国道5号・北海道道1156号森インター線 : 森川町（終点）

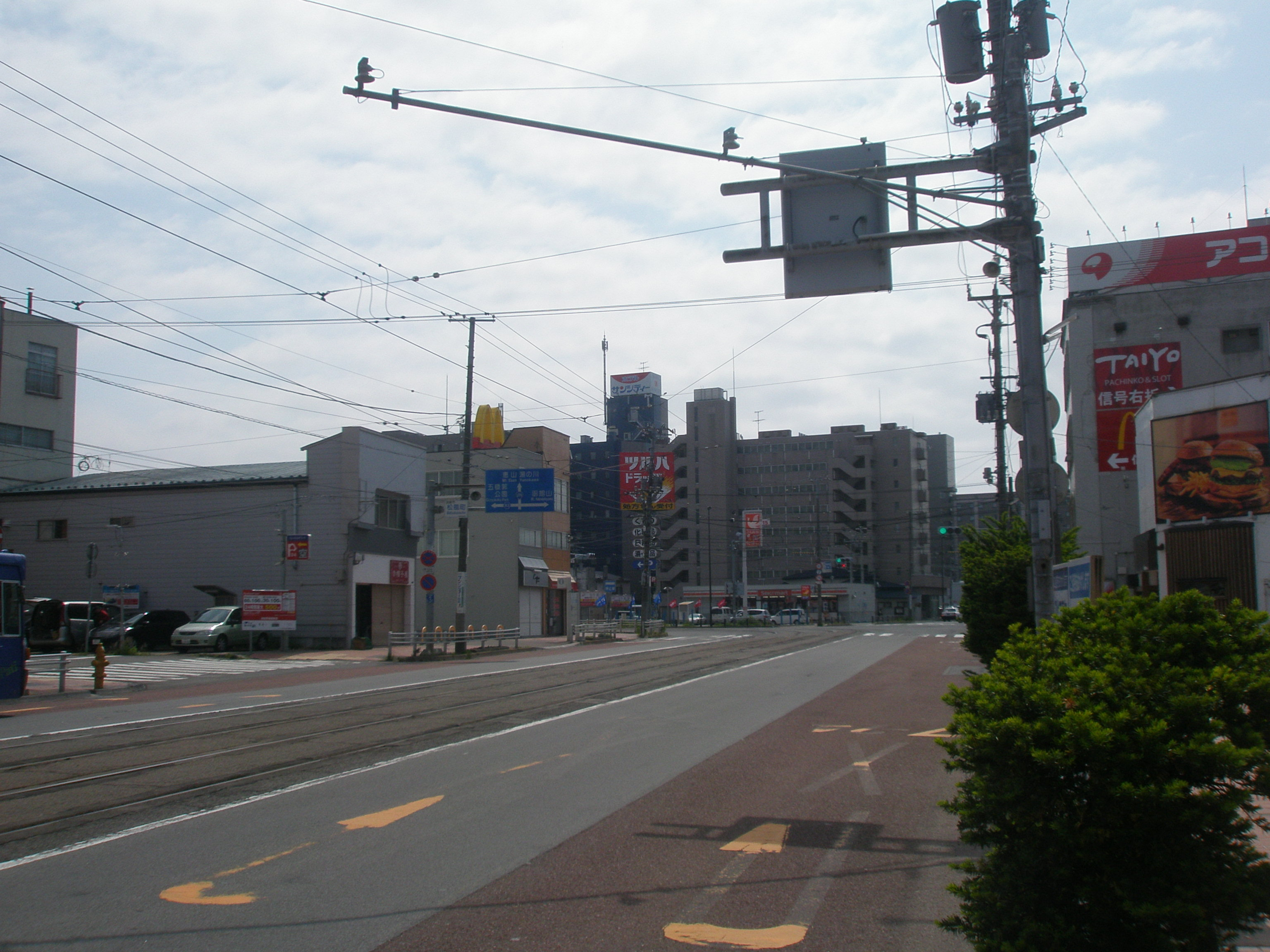
国道278号・北海道道83号函館南茅部線交点（起点側から）
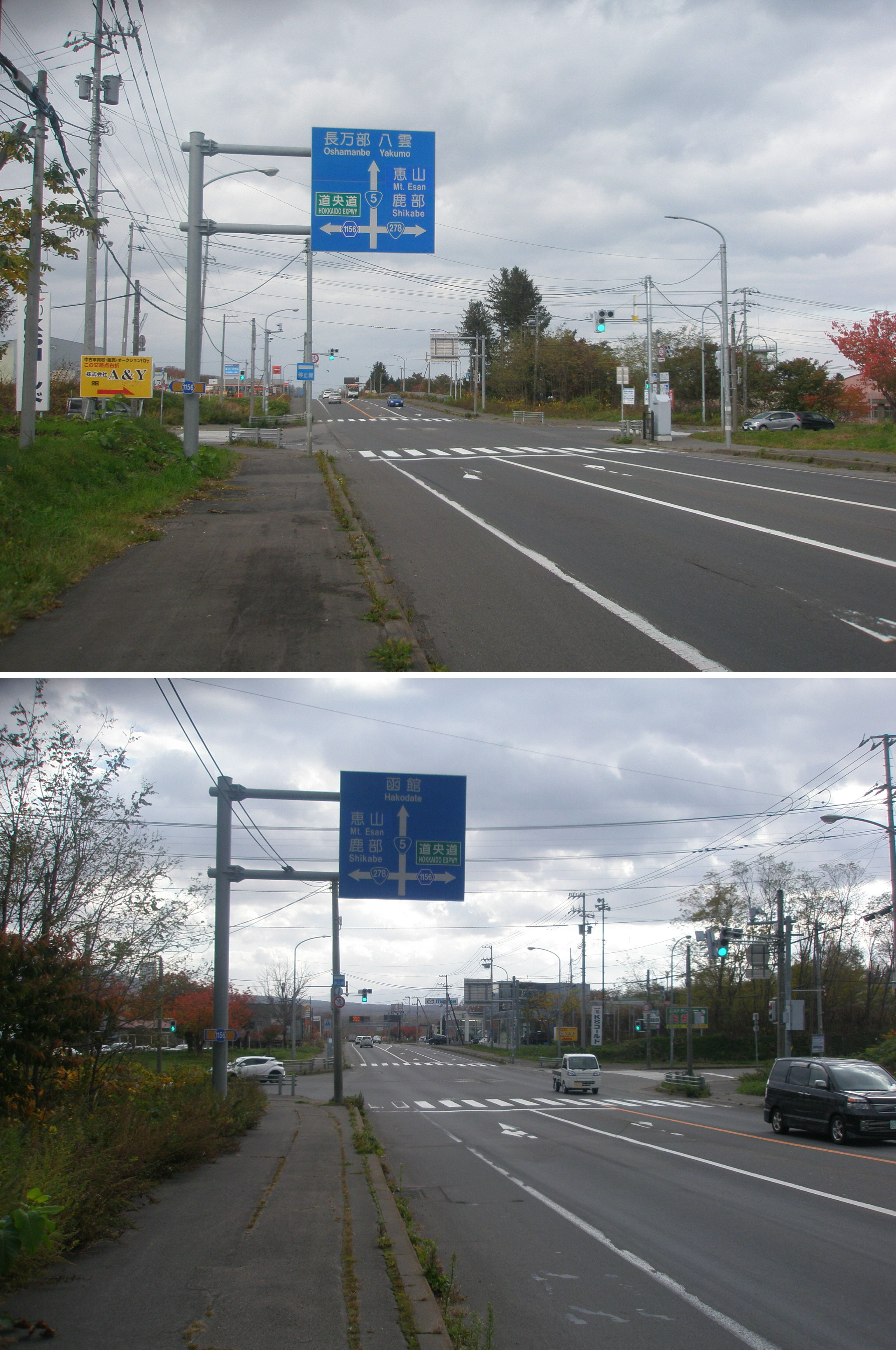
国道278号・国道5号・北海道道1156号森インター線交点（2枚合成、上・国道5号起点（函館）側から、下・同道終点（札幌・長万部・八雲）側から）